# Glypta dentata
Glypta dentata är en stekelart som beskrevs av Golovisnin 1928. Glypta dentata ingår i släktet Glypta och familjen brokparasitsteklar. Inga underarter finns listade i Catalogue of Life.